# León blanco

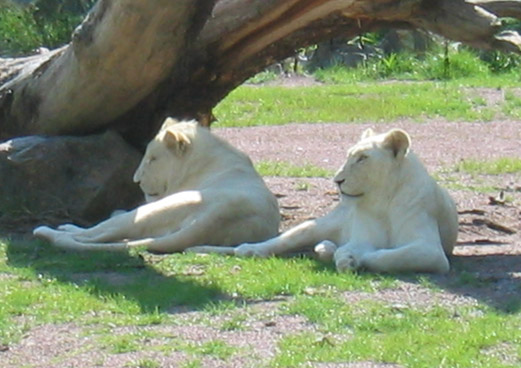
Dos leones blancos en el zoo de Jurques (Basse-Normandie, Francia).

El león blanco es una mutación poco frecuente de color en el área de Timbavati (Sudáfrica). Los leones blancos son los mismos leones africanos rojizos (Panthera leo krugeri). Se encuentra ocasionalmente en las reservas naturales de África del Sur, y se cría selectivamente en muchos zoológicos del mundo entero. Según las creencias africanas, este animal es divino y si se cruza en tu camino da felicidad.[cita requerida] Su existencia ha sido relevante en el público desde los años 1970 por Chris McBride en su libro Los leones blancos de Timbavati (The White Lions of Timbavati).
Según lo que se cree, su genética ha estado siempre en la de los leones normales, pero debido a que es un gen recesivo, es muy raro que aparezca este tipo de leones (es por eso que se había visto apenas por primera vez en la década de los 70) y en estado salvaje no pueden sobrevivir mucho tiempo, ya que por su pelaje blanco, no tiene el camuflaje indicado que a los leones normales les permite cazar sin ningún tipo de problema. Solo quedaban 4 en el mundo, pero en los últimos años se han logrado reproducir a más de 210.
Estos leones se encontraron por primera vez en Timbavati. Para la tribu local de esta región, los leones blancos son sagrados.

## Cría en cautiverio

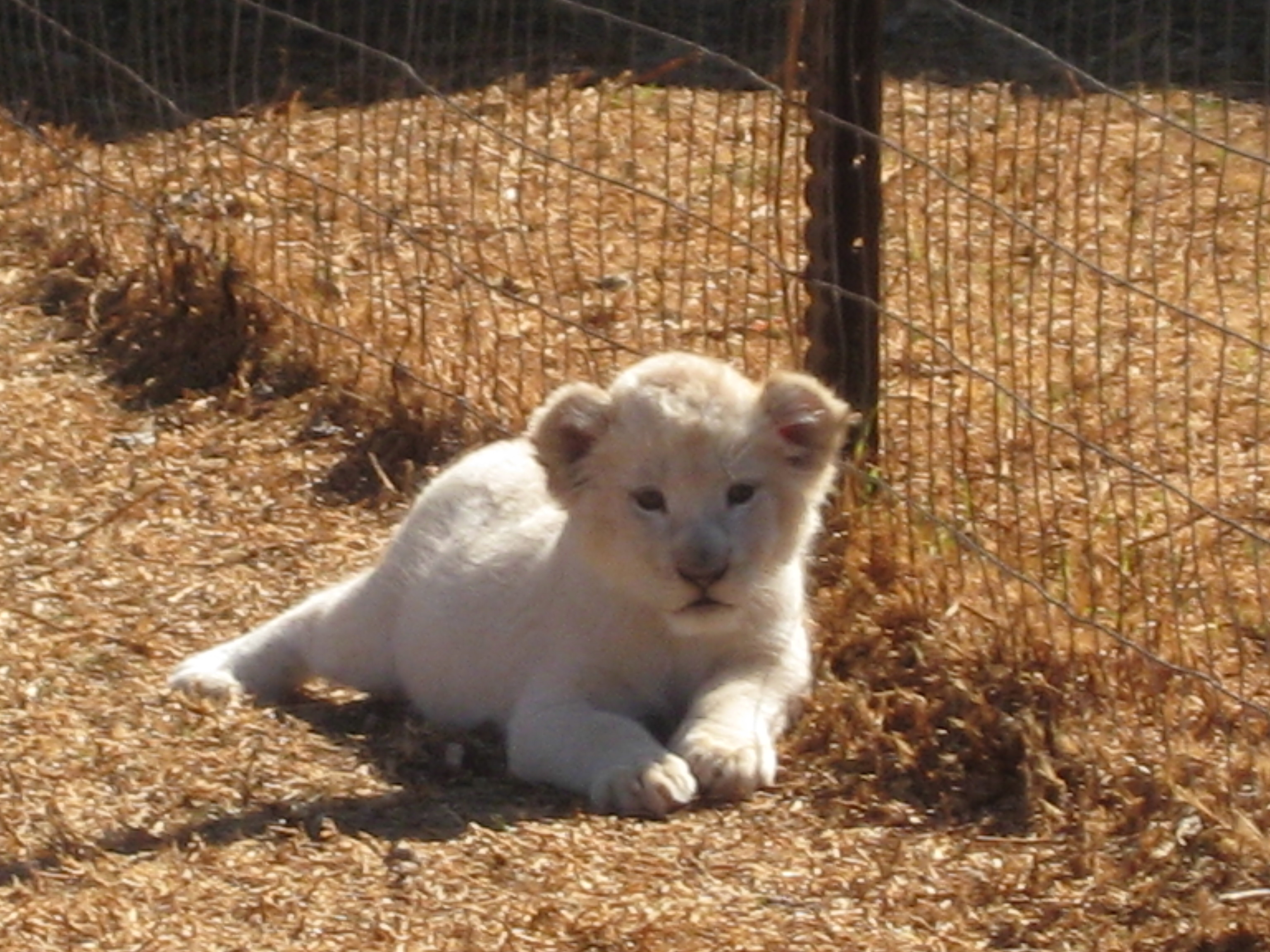
Cachorro de león blanco en el Rhino & Lion Nature Reserve, Sudáfrica

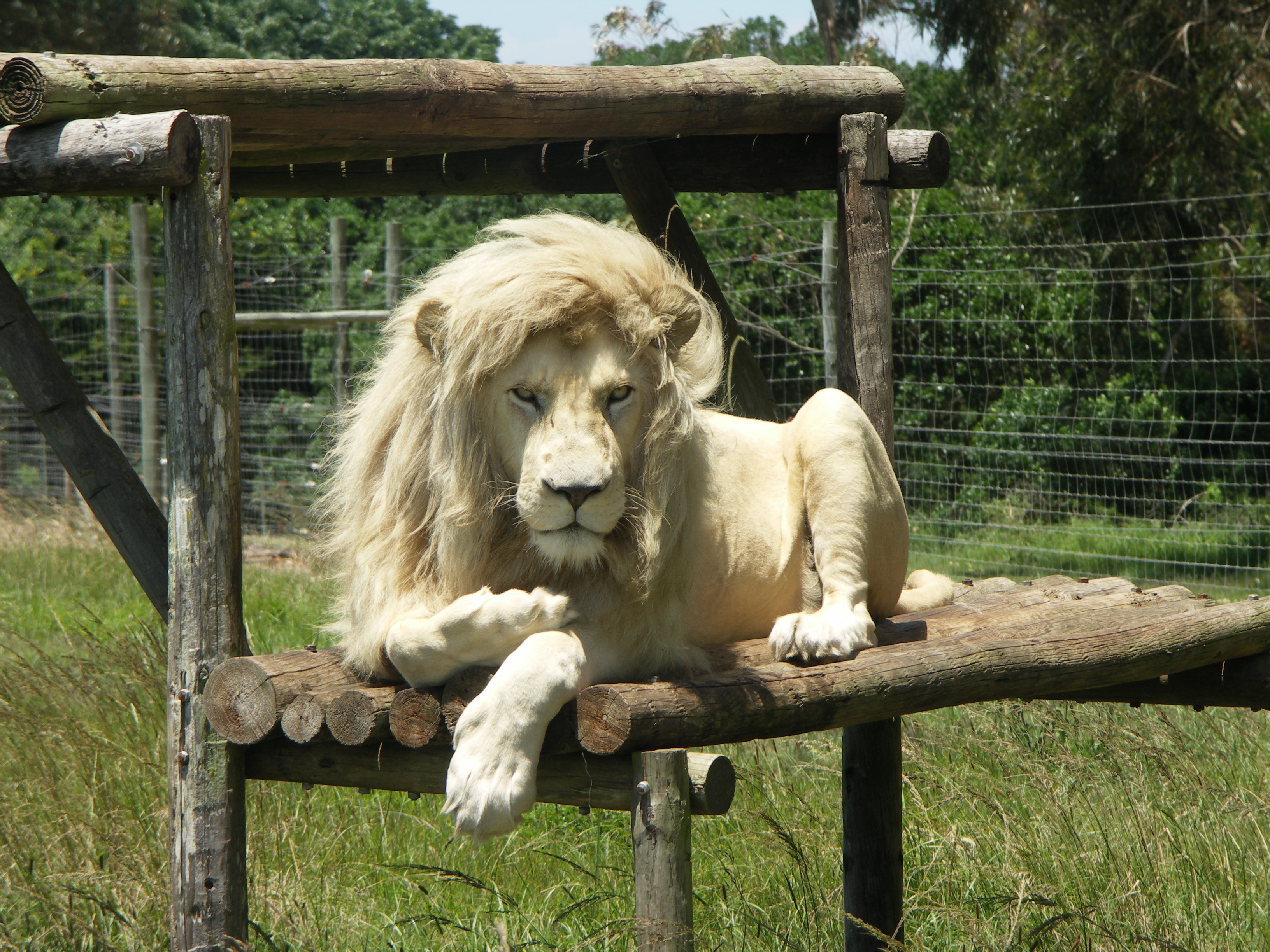
León blanco macho adulto en el Seaview Game & Lion Park, Sudáfrica

El color de los leones blancos viene de un gen recesivo inhibidor del color, que es igualmente responsable del color de los tigres blancos. Los leones pueden entonces hacer el objetivo de una cría selectiva destinada a obtener linajes de leones blancos para zoológicos y circos. Como para los tigres blancos, esta crianza presenta riesgos de consanguinidad y la aparición de problemas genéticos como problemas cardiacos o de parálisis. 

### Primeros ejemplares capturados, en Timbavati
Las primeras observaciones de leones blancos se remontan a 1928 y al principio de los años 1940. En 1959, un clan con dos leones blancos fueron observados cerca de Tshokwane en el parque nacional de Kruger antes de desaparecer. Leones albinos han sido igualmente observados en el sector, según David Alderton en su libro Gatos Salvajes del Mundo (Wild Cats of the World). 
En 1975, dos crías de león blanco fueron observadas en la reserva privada de Timbavati, adyacente al parque nacional de Kruger. Su historia ha sido relatada por Chris McBride en The White Lions of Timbavati. Los dos crías, a la que les llamaron Temba («esperanza» en zulú) y Tombi («hija») tenían un hermano de color normal, llamado Vela («sorpresa»). En 1976, una leona blanca llamada Phuma («fuera de lo ordinario») fue observada en Timbavati. Ella fue asesinada por cazadores a los dos años de edad y su piel fue revendida en una boutique de la ciudad de Sabi. En 1977, un león rubio de dos años fue observado en el distrito central.
Después de la muerte de Phuma, Temba, Tombi y Vela (que portaban el gen mutante recesivo) fueron confiados al zoo nacional de Pretoria en África del sur. Temba engendró varios pequeños y murió en 1986. Tombi tuvo una cría blanca en 1981 que no sobrevivió. Vela tuvo una camada, pero se ignora si su descendencia sobrevivió. Los leones blancos del parque de Ouwehands en Países Bajos parecen ser del linaje de Temba o puede ser de Vela. Algunos otros leones blancos o rubios han nacido en Timbavati después de Temba, Tombi y Vela. Una hembra vivió varios años antes de ser asesinada en un combate territorial en 1993. Desde entonces, la mutación leucitista parece perdida en los leones salvajes.
Existe otro linaje de leones blancos potencialmente descendiente de leones de Timbavati, fundado por un macho blanco capturado en la zona de Timbavati al final de los años 1980 y criado en una reserva privada.
Los descendientes de Temba viven en cautividad. Un león de color normal heterocigoto (que porta el gen mutante recesivo) del zoo de Pretoria puede pasar el gen mutante a sus descendientes. Dos machos de color normal heterocigotos que vienen del zoo de Cincinnati viven actualmente en una reserva privada africana. Una hembra blanca y un macho normal heterocigoto han sido enviados al centro de reproducción de Indiana en Estados Unidos. Otra hembra ha muerto accidentalmente durante un combate entre hembras aunque ella estaba prestada a un zoo.

### En el zoo de Johannesburgo
En 1977, el zoo de Johannesburgo capturó un macho de color normal heterocigoto que tenía un hermano blanco. Este zoo es alabado con el premio de cría de leones blancos en cautividad. Timba, un león de color normal herido de Timbavati, fue acogido y cuidado por el zoo y lo volvió más agradable. Se piensa que él portaba el gen de los leones blancos y luego fue cruzado con una hembra y además con una de sus propias hijas. El resultado fue una leona blanca llamada Bella en 1982, que engendro a su vez numerosos leoncitos blancos. Este linaje está representado en los zoos de Filadelfia, Toronto, en China, en Alemania y en Japón.
Otro linaje de leones blancos en la reserva de rinocerontes y de leones de Johannesburgo fue fundado por un león blanco abandonado, Thandile, descubierto en la reserva en 1999. Thandile tiene los ojos azules y no es albino. En 1998, una cría blanca a medias atormentado fue descubierto en la reserva.

### En Kruger y Umfolozi
En 1979, tres camadas que contenían leones blancos fueron observados en el parque nacional de Kruger. En marzo, una leona con tres cachorros blancos fue observada cerca de Tshokwane. En septiembre, tres cachorros blancos descendientes de dos madres diferentes fueron capturados en el parque nacional de Kruger. Un león blanco ha sido igualmente visto en la reserva de Umfolozi en territorio zulú.

### De origen desconocido
- Un programa de cría de leones blancos se está haciendo en la reserva privada de Inkwenkwezi al este de Cap.
- Cuatro cachorros blancos han nacido en el zoológico de Papanack cerca de Ottawa pero no son enteramente blancos. Un cachorro blanco ha nacido en un parque safari en Florida (la fecha es incierta) pero no es completamente blanco.
- Recientemente se observa leones blancos en estado salvaje, hay un macho que dirige un pequeño clan.

### Otros

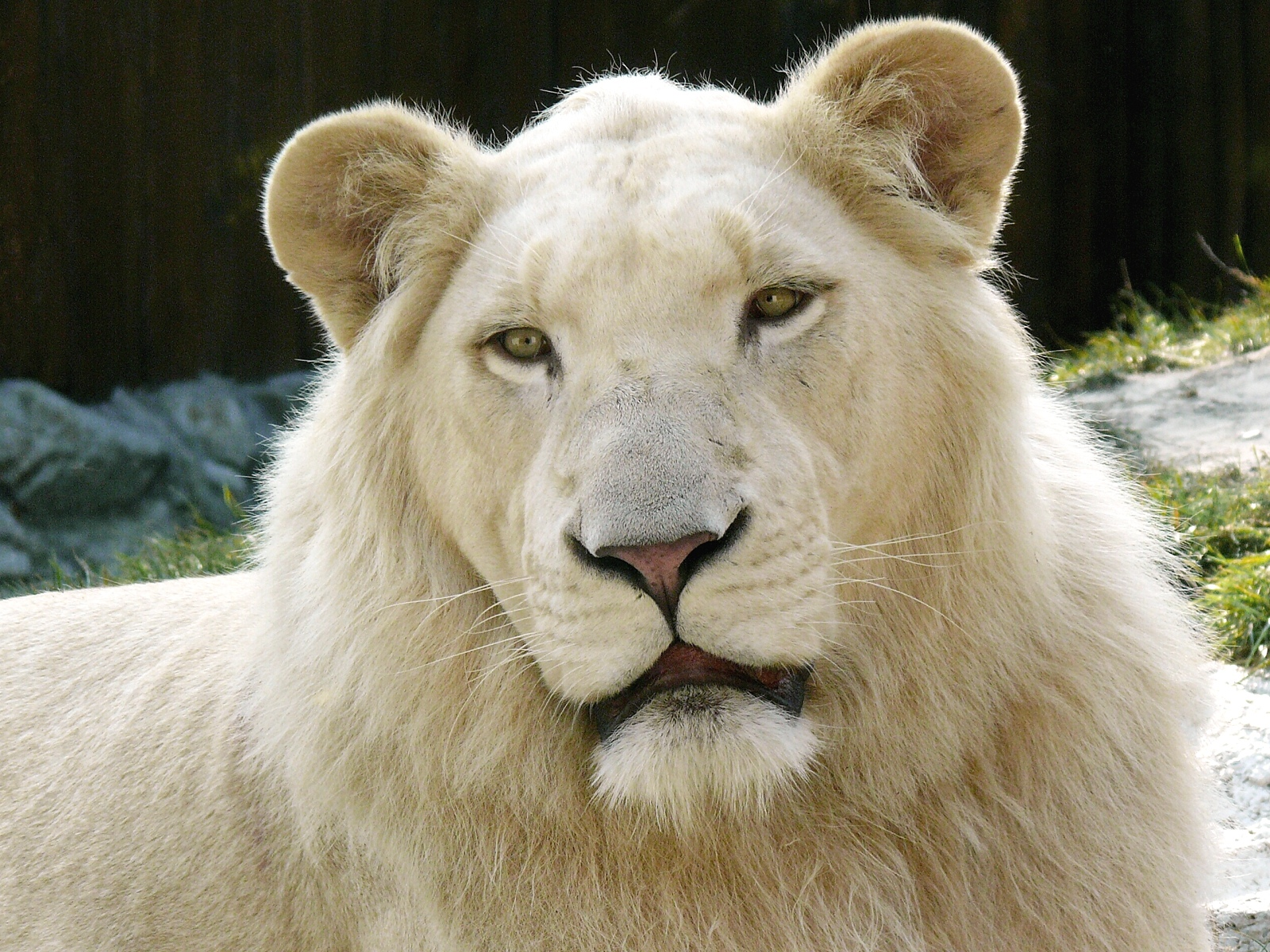
León blanco en el Zoo de Bratislava, Eslovaquia

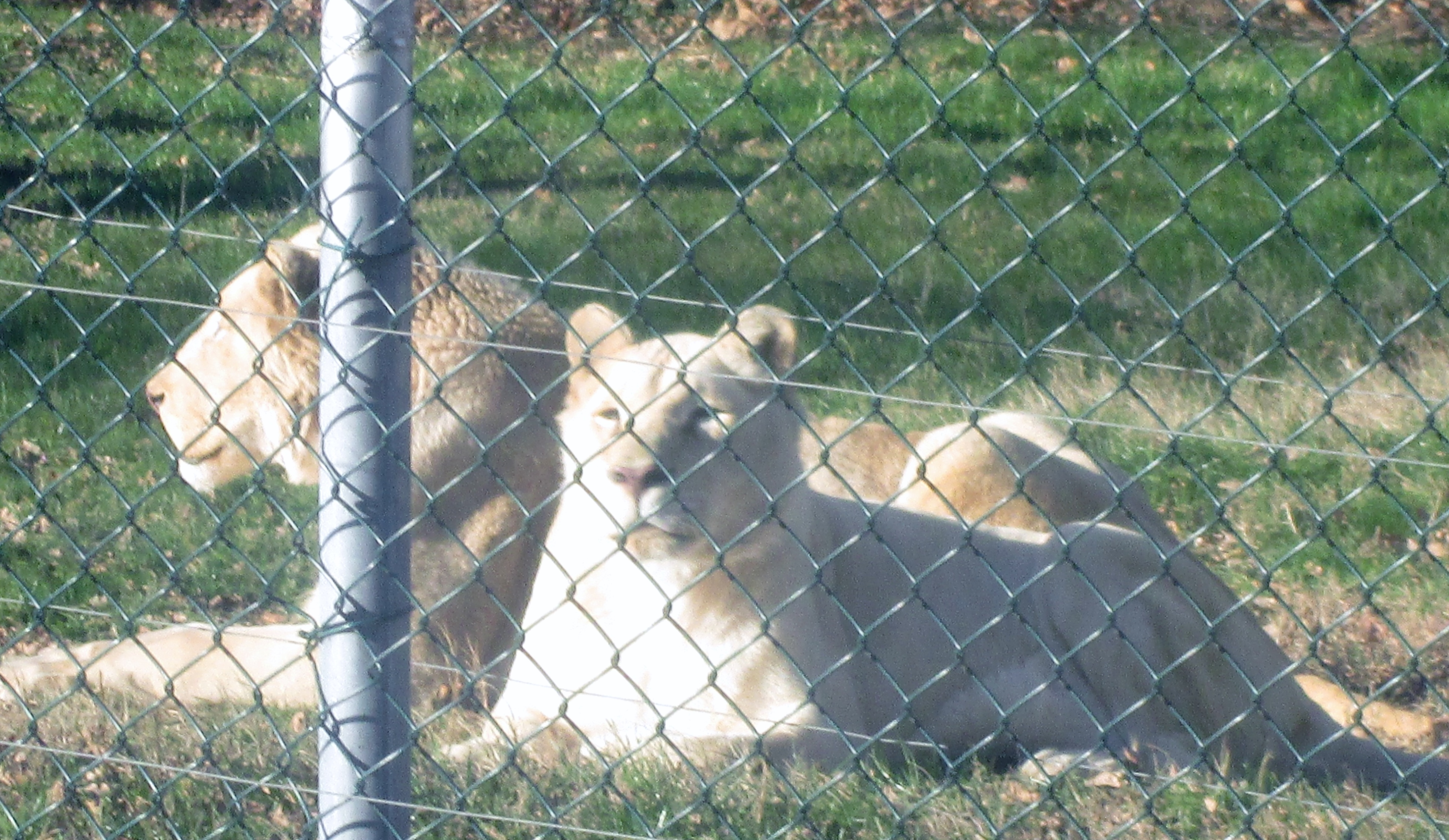
Leones blancos en el Safari Park de Pombia, Italia

En 1974, un leoncito gris claro nació en el zoo de Birmingham en Alabama.
Los archivos del New York Times de 1980 relatan el nacimiento de tres cachorros blancos en el King Kong Zoo de Tampa, los primeros fuera de África del Sur. Dos leones blancos y dos leones heterocigotos que vienen de Johannesburgo fueron exhibidos en 1993 en el zoo de Filadelfia. Este zoo había recibido dos leones blancos de Alemania, de los cuales uno se llamaba Banjo. Kanya nace en mayo de 1994, fue el resultado de varios cruces consanguíneos con la familia de Timba. Todos los leones blancos en cautividad descienden de Timba y B1995, había menos de diez leones blancos en el mundo. En este año, Sarmonti, una leona blanca, y Shaka, un macho normal heterocigoto, del zoo de Johannesburgo, fueron comprados por Siegfried y Roy. En septiembre de 1996, Siegfried y Roy tenían siete leones blancos, luego algunos fueron confiados al parque safari de Fritz Wurm en Stuckenbrock en Alemania. Los descendientes de los leones blancos de Siegfried y Roy, los descendientes de estos de Alemania, fueron presentados al zoo de Cincinnati como «los leones blancos de Timbavati». Una exposición homónima fue presentada en el zoo de Toronto en 1995. Los leones blancos de estos diferentes linajes fueron apareados en el centro de reproducción para mejorar la diversidad genética de leones blancos y reducir así la consanguinidad.
Actualmente, todos los leones blancos pertenecen a la subespecie del parque de Kruger y no son cruzados con otras subespecies de león, excepto una leona blanca del zoo de Toronto que ha sido cruzada con un macho mestizo.
Un programa de cría de leones blancos se ha puesto en marcha en los Zion Wildlife Gardens en Nueva Zelanda que posee tres hembras y un macho llamado Gandor. El programa ha dado grandes posibilidades de producir cachorros de león blanco.
El West Midlands Safari Park en Bewdley en el Worcestershire ha introducido el primer clan de leones blancos británicos en 2004. En agosto de 2006, cuatro cachorros, Casper, Kiara, Lara y Toto, nacieron, llegando a ocho el número total de leones blancos en el parque.
Un león blanco llamado Haldir vivió en el zoo de Bratislava en Eslovaquia. Haldire nació en el Zoo Parc de Beauval en Francia en julio de 2004.
El parque zoológico de Jurques en los Calvados, en Francia, ha conocido el nacimiento de cuatro cachorros blancos —un macho y tres hembras— en mayo de 2007, pero abandonados por su madre, no sobrevivieron. Otros tres leoncitos han nacido en el mismo parque en octubre de 2008, después otros dos el 12 de julio de 2009.
El zoo de La Flèche, en la Sarthe, en Francia, tiene desde 2008 una pareja de leones blancos de Kruger en cautividad.
En Argentina, el Zoológico de Buenos Aires tiene una pareja reproductora, Kymba y Sofía, llegada en enero de 2009 desde Pretoria, Sudáfrica. En noviembre de 2010, la pareja tuvo su primer camada de cachorros: dos hembras y un macho. Actualmente el macho llamado Jamel vive en el Zoo de Córdoba, Argentina. 
En el Zoo de Córdoba, en Córdoba, Argentina vive Jamel un macho nacido en el Zoológico de Buenos Aires en el año 2010. El zoo está negociando con un zoo de México para traer una hembra y formar una pareja reproductora.   
En Colombia en la ciudad de Montería en el 'Circo Gigante Americano'  nació el 19 de agosto de 2011 una leona blanca llamada "Milagros". En el parto nacieron dos cachorros blancos pero uno de ellos murió ya que fueron abandonados por la madre. Esta se une a los aproximadamente 300 leones blancos que existen en el mundo.
En el Safari Park de Pombia vive una familia de leones blancos y lo mismo al Parque faunístico Le Cornelle.
En Parque Safari Chile vive Iván, un león blanco de 2 años proveniente de Tanzania.
En El Salvador vive una pareja de leones blancos, Tembo un macho y Luna una hembra. Ambos residen en la Fundación Refugio Salvaje (FURESA) ubicado en el municipio de Jayaque, departamento de la Libertad.
El 18 de julio de 2012 nacieron en Zoo Parque Loro Puebla, México 2 leonas blancas y el parto fue transmitido en vivo vía el portal veloenvivo.com, los padres son Timbavati y Numbi.
En el parque temático y zoológico Reino Animal, en Otumba, México, también se puede apreciar una pareja de leones blancos que pueden verse de cerca en el Safari Leones ofrecido en el mismo lugar.

## Genética
Los leones blancos no son afectados de albinismo sino de leucismo. Los pigmentos son visibles en sus ojos (que pueden ser dorados/avellana como los de los leones normales, pero también azul-gris o verdes – es posible criar selectivamente con ojos azules), sobre sus almohadillas y sus labios. Su leucismo es debido al gen mutante chinchilla, que inhibe el depósito de pigmentos salvo sobre los extremos del pelo. En consecuencia, el color de los leones blancos varía del rubio y del blanco casi puro. Los mechones de la cola y las melenas de los machos son rubios o crema en lugar de ser negros.
- Un ejemplo de los más célebres leones blancos es Kimba, el león blanco, creado por Osamu Tezuka.
- En dibujos animados de Dreamworks Padre de orgullo, Larry y su familia son blancos, y aparecen otros leones blancos.
- En las series japonesas Kaiketsu Lion-Maru y Lion-Maru G, el protagonista es un león blanco.
- En la música rock, la banda Hair Metal White Lion (León Blanco) alcanzó gran popularidad con la power ballad "When the children cry" y, en menor medida con el tema "Hungry", ambas canciones de su LP Pride.